# Eutelia melanopis
Eutelia melanopis är en fjärilsart som beskrevs av George Francis Hampson 1905. Eutelia melanopis ingår i släktet Eutelia och familjen nattflyn. Inga underarter finns listade i Catalogue of Life.